# 允常
允常（？—前497年）是春秋時期越國的君主，父亲夫譚死後繼承為君主。 前497年去世，由儿子勾践继位。允常统治时期，越国虽于前510年遭吴国击败，但仍然成为一方强国，乃至勾践继位后便称王。同时允常也与吴王阖闾结仇；当阖闾听闻允常已逝，便兴兵伐越。